# MAST36
MAST36とは、血液で代表的なアレルギーの原因を1度に36項目測定できる検査である。
- 0.5mlの「血清」で36項目のアレルギー検査が可能。（採血量が0.5mlでたりるわけではない。）
- 特定原材料7品目のアレルゲンをカバー

- アレルゲン一覧 コナヒョウヒダニ、ハウスダスト 1、ネコ皮屑、イヌ皮屑、オオアワガエリ、カモガヤ、 ブタクサ混合物 1、ヨモギ、スギ、ヒノキ、ハンノキ、シラカンバ、カンジダ、アルテルナリア、 アスペルギルス、ラテックス、トマト、モモ＊＊ 、キウイ＊＊ 、バナナ＊＊ 、ゴマ＊＊ 、ソバ＊、小麦＊、 ピーナッツ＊、大豆＊＊ 、米、マグロ、サケ＊＊ 、エビ＊、カニ＊、ミルク＊、豚肉＊＊ 、牛肉＊＊ 、鶏肉＊＊ 、 オボムコイド＊、卵白　　  ＊：食品の表示義務のある「特定原材料」に関するアレルゲン  ＊＊：表示を推奨されている「特定原材料に準ずるもの」に関するアレルゲン

## 受診可能な医療機関
全国で受診可能な医療機関は日立化成株式会社HP内アレルギー検査が受けられる医療施設一覧